# 한양여자대학교
한양여자대학교(漢陽女子大學校, Hanyang Women's University)는 대한민국 서울특별시 성동구에 위치한 사립 전문대학이다.

## 역사
1974년 12월 20일, 학교법인 한양학원에 의하여 여자 전문학교인 한양여자실업전문학교가 서울특별시 성동구의 한양대학교 캠퍼스 내 설립되었다. 1978년 12월, 전문대학으로 개편되며 한양여자전문대학으로 교명을 변경하였다. 1979년 3월, 한양대학교 캠퍼스에서 현재의 교사로 이전하였다. 1998년 5월, 한양여자대학으로 교명을 변경하였고, 2012년 2월, 한양여자대학교로 교명을 변경하여 현재에 이르고 있다.

## 교육편제
한양여자대학교는 공학계열, 자연과학계열, 인문사회계열, 예·체능계열 등 4개 계열에서 30개 전공을 편제하고 전문학사 학위 과정을 교수하고 있다.

## 교육 방침상의 특징

### 해외 교류
다음은 한양대학교의 자매결연을 맺고 교류하고 있는 저명한 대학 일람이다.
- 미국 롱아일랜드 대학교
- 미국 조지 워싱턴 대학교
- 오스트레일리아 퀸즐랜드 공과대학교
- 오스트레일리아 뉴캐슬 대학교

## 캠퍼스 풍경
한양여자대학교는 서울특별시 소재 사립 전문대학으로, 사근동에 캠퍼스가 위치한다. 캠퍼스 동측에서 남측으로 살곶이길이 둘러싸고 있으며, 캠퍼스 서측으로 한양대학교, 사이버대학교 캠퍼스와 인접한다. 캠퍼스에 7개 건축물이 위치하고 있다.

## 같이 보기
- 한양대학교